# Кайзер Вилхелм дер Гросе (кораб, 1897)
„Кайзер Вилхелм дер Гросе“ (на немски: SS Kaiser Wilhelm der Große) е германски експресен четирикоминен трансатлантически океански лайнер, построен от AG Vulcan Stettin („Вулкан“) и опериран от „Норддойчер Лойд Лайн“ в периода 1897 – 1914 г. Той е главният кораб на типа „Кайзер“, състоящ се от четири кораба-братя, като братските му кораби са „Кронпринц Вилхелм“, „Кайзер Вилхелм II“ и „Кронпринцесин Цецилия“. Кръстен е в чест на първия император на Германската империя, Вилхелм I. Прославя с това, че става първия немски кораб, спечелил „Синята лента на Атлантика“.

## Кариера

### Построяване, спускане на вода, първо плаване
Лайнерът е построен в корабостроителницата „Вулкан“ в Щетин и е спуснат на вода на 
 4 май 1897 г. в присъствието на кайзер Вилхелм II.
Извършва първото си плаване на 19 септември същата година, от Бремерхафен до Ню Йорк. През ноември 1897 г. поставя нов рекорд за време за пресичане на Северния Атлантик от запад на изток, а четири месеца по-късно – и по западнато направление, присвоявайки си тези титли от британския лайнер „Лукания“ на Кунард Лайн. Държи рекордите до юли 1900 г., когато друг немски лайнер, „Дойчланд“, на „Хамбург Америка Лайн“ ги подобрява. Фактът, че немски съдове спечелват тази знаменита награда кара Великобритания да построи свой бързоходен дует, изразен в еднотипните лайнери „Лузитания“ и „Мавритания“.

### По-нататъшна кариера
„Кайзер Вилхелм дер Гросе“ става първия лайнер в света, на когото е поставена гражданска безжична система за телеграфия, когато компанията Marconi оборудва съда с такава система през февруари 1900 г.
Корабът също е и първият лайнер с четири комина, които в следващите две десетилетия се превръщат в признак за престиж и безопасност на плавателните съдовете. За разлика от някои други четирикоминни лайнери, при „Кайзер Вилхелм дер Гросе“ има само две шахти от котелните отделения, които се раздвояват нагоре. Това е и причината за разполагането на комините през неравни интервали.
„Кайзер Вилхелм дер Гросе“ избягва мощен пожар на пирса на Северногермански Лойд в Ню Йорк, през юни 1900 г., който сериозно поврежда някои от неговите компаньони – „Майн“, „Бремен“ и „Саале“, при които загиват общо 161 члена от екипажите им.
Шест години по-късно, през ноември 1906 г., корабът получава обширни повреди, когато се опитва да пресече носа на британския лайнер „Ориноко“; пет пасажера на „Кайзер Вилхелм дер Гросе“ загиват при стълкновението, а в борда на съда се образува пробойна широка 21 метра и широка 8 метра. Адмиралтейският съд признава за виновен за произшествието „Кайзер Вилхелм дер Гросе“.
През 1914 г. лайнерът е модернизиран за разполагане на допълнителни пътници в трета и новата четвърта, за да могат да се превозват повече емигранти от Европа за Северна Америка с по-сравнителни темпове.

## Първа световна война

### Военна служба
През август 1914 г. лайнерът е реквизиран от Кайзеровския флот и преоборудван в спомагателен крайцер, след което и въоръжен с картечници, получавайки обозначението „SMS“. Новото му предназначение е изразено главно в набези по търговските съдове в Атлантика. След като пуска два пътнически кораба, тъй като на техния борд се намират много жени и деца, той потопява два вражески товарни кораба, а на 26 август 1914 г. самият той е потопен от вражески огън.

### Гибел
„Кайзер Вилхелм дер Гросе“ е хванат изненадващо неподготвен по време на бункеровка на въглища по бреговете на тогавашната испанска колония Рио де Оро (днес Западна Сахара) в западна Африка от стария британски крайцер „Хайфлайер“. Лайнерът се опитва да се отбранява, но бързо му свършват боеприпасите, в резултат на което екипажът напуска съда и го потопява в плитководието. От друга страна, британските източници от онова време настояват, че „Кайзер Вилхелм дер Гросе“ потъва поради нанесените му повреди от вражеския крайцер като част от британската анти-германска пропаганда.
Корабът е първият граждански рейдер, загубен по време на Първата световна война. Лежи на десния си борд над водата до 1952 г., когато най-накрая е утилизиран.

## Галерия
- „Кайзер Вилхелм дер Гросе“ през 1897 г.
- Пощенска картичка на салона за пушачи в първа класа на борда на „Кайзер Вилхелм дер Гросе“
- Картина, изобразяваща Битката при Рио де Оро
- Останките на „Кайзер Вилхелм“ през 1914 г.

## Коментари
1. ↑  Префикс (от на английски: Screw Steamer – Винтов параход), приет във Великобритания през 1839 г. за обозначаване на винтови параходи.